# Natali
Natali je žensko osebno ime.

## Izvor imena
Ime Natali je različica ženskega osebnega imena Natalija 

## Pogostost imena
Po podatkih Statističnega urada Republike Slovenije je bilo na dan 31. decembra 2007 v Sloveniji število ženskih oseb z imenom Natali: 69.

## Osebni praznik
Osebe z imenom Natali lahko godujejo takrat kot osebe z imenom Natalija.